# Кринички (пам'ятка природи, Бобринецький район)
Кринички — ботанічна пам'ятка природи місцевого значення. Об'єкт розташований на території Бобринецького району Кіровоградської області.
Площа — 40 га, статус отриманий у 2011 році.